# 森川剛
森川 剛（もりかわ ごう、1994年10月9日 - ）は、日本の元お笑い芸人、キャリアカウンセラー。血液型AB型。

## 出演・経歴

### WEBラジオ
2014年 「しゃべくりサザンクロス」 (2014年〜2015年)

### WEB テレビ
2015年「爆笑ゴールデンタイム」流行学園TV (2015年〜2016年)
| スタブアイコン | サブスタブ | この項目は、まだ閲覧者の調べものの参照としては役立たない、お笑いタレント・コメディアンに関連した書きかけの項目です。この項目を加筆・訂正などしてくださる協力者を求めています（P:お笑い/PJ:お笑い）。 |